# Jeanelle Griesel
Jeanelle Griesel ((née le 28 février 1997) est une athlète sud-africaine, spécialiste du 400 mètres. 

## Biographie
Lors des championnats d'Afrique 2016, à Durban, Jeanelle Griesel remporte la médaille d'or du relais 4 × 400 mètres en compagnie de Wenda Nel, Justine Palframan et Caster Semenya, dans le temps de 3 min 28 s 49 (record national).

### Palmarès
| Date | Compétition            | Lieu   | Résultat | Épreuve   | Temps         |
| ---- | ---------------------- | ------ | -------- | --------- | ------------- |
| 2016 | Championnats d'Afrique | Durban | 1re      | 4 × 400 m | 3 min 28 s 49 |

### Records
| Épreuve | Performance | Lieu         | Date          |
| ------- | ----------- | ------------ | ------------- |
| 400 m   | 53 s 38     | Stellenbosch | 18 avril 2015 |